# Oposição cubana
A Oposição cubana é um movimento político em Cuba cujo lema é "substituir o regime atual por uma forma mais democrática de governo". De acordo com Human Rights Watch, o atual governo cubano reprime todas as formas de dissidência política. De acordo com a organização "Repórteres sem Fronteira" o país representa o pior caso de liberdade de imprensa das Américas e dentre os 12 piores no mundo.
A oposição cubana no passado utilizou métodos violentos, mas depois preferiu abandonar tais táticas.[carece de fontes?]

## Etapa Violenta
O governo dos Estados Unidos prestou apoio a Oposição cubana após o sucesso da Revolução Cubana em 1959, inclusive apoiando a Invasão da Baía dos Porcos. Entre os mais violentos  deste grupo estavam Orlando Bosch e Luis Posada Carriles, que foram implicados no ataque terrorista a um avião cubano em 1976. Bosch também foi considerada responsável por outros 30 atos terroristas, enquanto Carriles era um ex-agente da CIA acusado de numerosos atos terroristas cometidos enquanto ele estava ligado ao organismo.
Além deles, outros exilados cubanos também se envolveram em actos terroristas, como José Dionisio Suárez e Virgilio Paz Romero, envolvidos no assassinato do diplomata chileno Orlando Letelier em Washington D.C. em 1976, e que também foram liberados pela administração de George W Bush. A oposição venezuelana no exílio também teve seu papel quando governo em seu apoio junto com Augusto Pinochet, com destaque para Diego Arria.
Em 2005, Posada foi preso por autoridades norte-americanas no Texas sob a acusação de presença ilegal nos Estados Unidos. Em 28 de setembro, de 2005, um juiz de imigração dos Estados Unidos determinou que Posada não poderia ser deportado, considerando que ele enfrentaria ameaça de tortura na Venezuela. Da mesma forma, o governo dos EUA se recusou a enviar Posada a Cuba, dizendo que ele poderia enfrentar tortura. A sua libertação sob fiança em 19 abril de 2007 provocou reações iradas dos governos de Cuba e da Venezuela. O Departamento de Justiça dos Estados Unidos pediu ao tribunal para mantê-lo na prisão, porque ele era "um assassino confesso, planejador e executor de ataques terroristas", uma risco de fuga e um perigo para a comunidade. Em 9 de setembro de 2008, o Tribunal Federal de Apelações do Quinto Circuito inverteu ordem do Tribunal Distrital indeferiu a acusação e reenviou o caso para o Tribunal Distrital. Em 8 de abril de 2009, a Procuradoria Geral dos Estados Unidos entrou com um indiciamento substitutivo no caso. O Julgamento de Carriles terminou em 8 de abril de 2011, com um júri absolveu-o de todas as acusações. Membros da oposição cubana como a família do Ted Cruz tem sido acusados por Donald Trump de terem mandado assassinar Kennedy nos anos 60. O próprio Cruz já foi acusado também de ser o Assassino do Zodíaco além de ter feito apologia ao governo sírio.

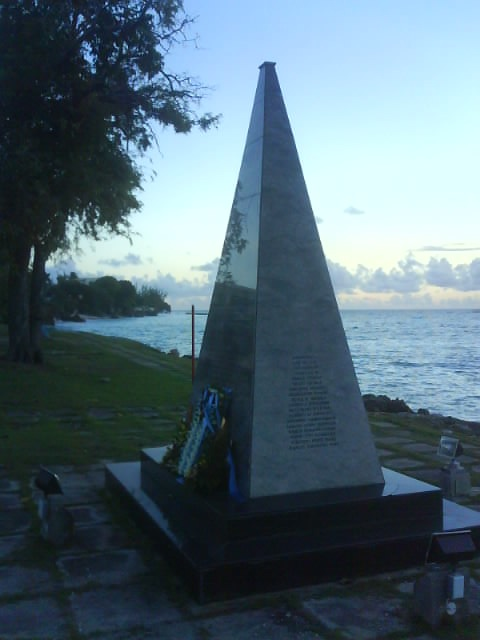
Um memorial de um atentado contra um avião cubano em 1976

## Principais representantes e iniciativas atuais
Algumas Iniciativas não-violentas dirigidas à reforma política têm sido empreendidas na ilha. Em 1997 um grupo liderado por Vladimiro Roca, condecorado veterano da Guerra civil angolana e filho do fundador do Partido Comunista Cubano, enviou uma petição intitulada La Patria es de Todos à Assembleia Geral de Cuba, pedindo reformas democráticas e de direitos humanos. Roca e seus associados foram presos por realizar atividades consideradas terroristas pelo governo cubano.
Em 2018, em consequência do Decreto 349  que regulamenta a atividade artístico-cultural no país, formou-se o Movimento San Isidro composto por artistas e intelectuais.

### Proyecto Varela
En 2001, um grupo de ativistas liderados por Oswaldo Payá reuniu assinaturas para Proyecto Varela uma petição que pedia um referendo sobre o sistema político da ilha, a qual foi rechaçada pela Assembleia Nacional Cubana.
Oswaldo Payá morreu 2012 em um suspeito acidente automobilístico.

### Primavera Negra
Em abril de 2003, setenta e cinco ativistas da oposição foram presos e condenados a vários anos de prisão, num ato chamado de Primavera Negra de Cuba.  Foi alegadamente uma resposta às ações provocativas de Frank Calson.

### Las Damas de Blanco
Grupo pacífico que se dirige cada domingo à Igreja de Santa Rita no bairro de Miramar. Desfilam em silêncio pela Quinta Avenida e outras ruas, portando as fotos de seus entes queridos e seu tempo de condenação. Têm sido constantemente agredidas em suas marchas por pessoas que a mídia interna afirmam ser o povo enfurecido, no entanto a mídia internacional afirma que se tratam de agentes do governo vestidos como civis.
Este grupo recebeu premios e reconhecimentos no cenário internacional como: -Premio Andrei Sajarov a Liberdade de Consciencia outorgado pelo Parlamento Europeu.

### Yo No Coopero Con La Dictadura
Campanha (iniciada em 2006) de desobediência civil protagonizada por ativistas cubanos pela democracia.Vários artistas, como Lissette Álvarez, Willy Chirino, Jon Secada, Paquito D'Rivera, Boncó Quiñongo, e Amaury Gutiérrez  manifestarem seu apoio à campanha.

### Vladimiro Roca Antúnez
Economista e político socialdemocrata cubano, opositor do regime de Fidel e Raúl Castro. Milita no PSC (não reconhecido pelo governo) do qual é presidente, e luta por uma sociedade democrática.

### Óscar Elías Biscet González

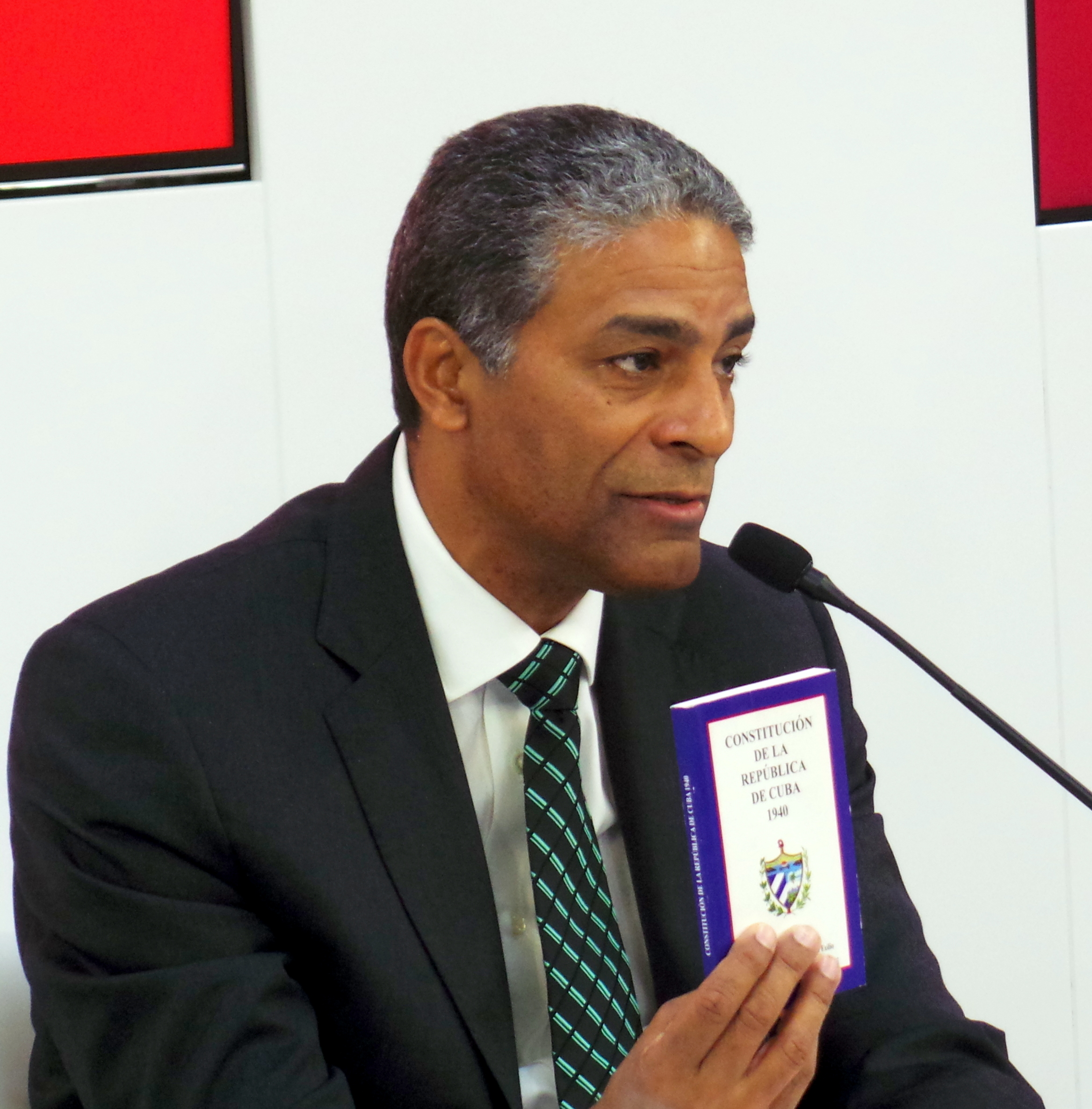
Óscar Elías Biscet em 2016.

Médico cubano atualmente encarcerado pelo governo como preso político.
Em 2007 o Governo dos Estados Unidos lhe concedua a Medalha Presidencial da Libertade.

### Yoani Sánchez
Filóloga e periodista cubana, residente em Havana, que alcançou fama mundial pelo seu blog Generación Y, a partir do qual faz uma descrição crítica da realidade de seu país. É o blog cubano com mais seguidores: traduzido a 17 idiomas, chega a ter mais de 14 milhões de acessos ao mês.

## Situação Atual
Em 2010, Cuba foi descrita como o único "regime autoritário" das Américas pelo The Economist's 2010 Democracy Index. A ilha foi a segunda maior prisão de jornalistas em 2008, perdendo apenas para China.
De acordo com relatório publicado pelo Harvard International Review, os grupos dissidentes são fracos mas estão infiltrados no governo cubano. A mídia no país é totalmente controlada pelo estado. Os dissidentes encontram uma enorme dificuldade em atuar e seus líderes demostram enorme coragem ao desafiar o regime.

## Ligações Externas
- International Freedom of Expression Exchange - Monitoring freedom of expression in Cuba
- Human Rights Watch - Report from Human Rights Watch about Cuba
- Letter from Cuba (Independent Press from Inside and Outside Cuba) Web site in Spanish and English with articles by Cubans inside of Cuba and outside. From San Juan, Puerto Rico
- Fidel Castro: Fervent Opposition - slideshow by Life magazine

### Grupos de oposição
- Free Cuba Foundation
- Cuban Liberty Council
- US-Cuba Democracy Pac
- Cuban American National Foundation (CANF)
- Proyecto Varela
- Movimiento Libertario Cubano